# Jiangbei, Ningbo
Jiangbei är ett stadsdistrikt i östra Kina, och är ett av Ningbos sex stadsdistrikt i provinsen Zhejiang. Befolkningen uppgick till 271 223 invånare vid folkräkningen år 2000. Distriktet var samma år indelat i fem gatuområden (jiedao), vilka utgör en del av Ningbos centralort, fyra köpingar (zhen) och en socken (xiang).

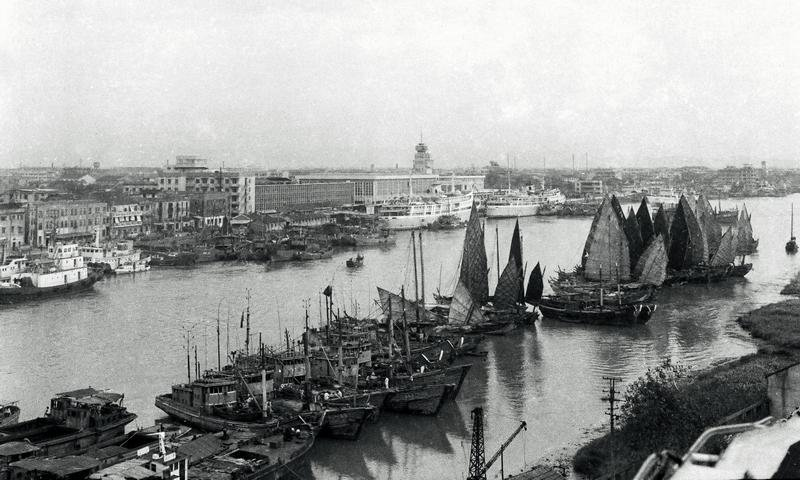
Gammalt fotografi av Bund.

Jiangbei är bland annat känt för sin "Gamla Bund", där en stor del av handeln med väst skedde då Ningbo var en fördragshamn, och för den muromgärdade köpingen Cicheng (慈城镇).
- Wikimedia Commons har media som rör Jiangbei, Ningbo.